# AFC Challenge Cup 2014
Die Endrunde des fünften AFC Challenge Cups fand vom 19. bis zum 30. Mai 2014 auf den Malediven statt. Der Sieger des Wettbewerbs (Palästina) hat sich als 16. Mannschaft für die Endrunde der Asienmeisterschaft 2015 in Australien qualifiziert.
Die Malediven wurden am 28. November 2012 zum Gastgeber des Challenge Cups ernannt. Die Spiele fanden im Nationalen Fußballstadion in Malé sowie im Hithadhoo-Zone-Stadion in Addu City auf dem Addu-Atoll statt. Ab dem 13. Januar 2014 begannen die Renovierungsarbeiten in beiden Stadien.

## Qualifikation
Die Malediven waren als Gastgeber automatisch qualifiziert. Bis zum offiziellen Meldeschluss hatten sich 20 Mitgliedsverbände für die Teilnahme gemeldet. Diese wurden bei der Auslosung in fünf Gruppen mit jeweils vier Mannschaften eingeteilt, die im Turniermodus gegeneinander spielen sollten. Die Gruppensieger und beiden besten Gruppenzweiten qualifizierten sich für die Endrunde.

### Teilnehmer
| Land         | Qualifiziert als             | Qualifiziert am   | Vorherige Teilnahmen am Turnier |
| ------------ | ---------------------------- | ----------------- | ------------------------------- |
| Malediven    | Gastgeber                    | 28. November 2012 | 1 (2012)                        |
| Afghanistan  | Gruppe C Sieger              | 6. März 2013      | 2 (2006, 2008)                  |
| Myanmar      | Gruppe A Sieger              | 6. März 2013      | 2 (2008, 2010)                  |
| Palästina    | Gruppe D Sieger              | 6. März 2013      | 2 (2006, 2012)                  |
| Laos         | bester Zweitplatzierter      | 21. März 2013     | 0 (keine)                       |
| Kirgisistan  | Gruppe B Sieger              | 21. März 2013     | 2 (2006, 2010)                  |
| Philippinen  | Gruppe E Sieger              | 26. März 2013     | 2 (2006, 2012)                  |
| Turkmenistan | zweitbester Zweitplatzierter | 26. März 2013     | 3 (2008, 2010, 2012)            |

## Spiele und Ergebnisse

### Vorrunde
Je vier Mannschaften traten in zwei Gruppen (A und B) im Meisterschaftssystem gegeneinander an, d. h. jede Mannschaft spielte einmal gegen jede andere Mannschaft der Gruppe. In der Gruppenphase zählt ein Sieg drei, ein Unentschieden einen Punkt, eine Niederlage bringt keine Punkte. In der Tabelle der jeweiligen Gruppe werden die Punkte addiert.
Bei Punktgleichheit zweier Mannschaften entscheidet in der folgenden Reihenfolge über den Tabellenplatz und das Weiterkommen: die direkten Begegnungen der betreffenden Mannschaften (größere Anzahl der Punkte, Torverhältnis, erzielte Tore), die Tordifferenz und größere Anzahl erzielter Tore aus allen Gruppenspielen und letztendlich das Los.

#### Gruppe A
| Pl. | Land        | Sp. | S | U | N | Tore    | Diff. | Punkte |
| --- | ----------- | --- | - | - | - | ------- | ----- | ------ |
| 1.  | Palästina   | 3   | 2 | 1 | 0 | 003:000 | +3    | 07     |
| 2.  | Malediven   | 3   | 1 | 1 | 1 | 004:300 | +1    | 04     |
| 3.  | Myanmar     | 3   | 1 | 0 | 2 | 003:500 | −2    | 03     |
| 4.  | Kirgisistan | 3   | 1 | 0 | 2 | 001:300 | −2    | 03     |

|                           |   |           |           |
| 19. Mai 2014 in Malé      |   |           |           |
| Palästina                 | – | Kirgistan | 1:0 (0:0) |
| Malediven                 | – | Myanmar   | 2:3 (0:2) |
| 21. Mai 2014 in Malé      |   |           |           |
| Myanmar                   | – | Palästina | 0:2 (0:1) |
| Kirgistan                 | – | Malediven | 0:2 (0:0) |
| 23. Mai 2014 in Malé      |   |           |           |
| Malediven                 | – | Palästina | 0:0       |
| 23. Mai 2014 in Addu City |   |           |           |
| Kirgistan                 | – | Myanmar   | 1:0 (1:0) |

#### Gruppe B
| Pl. | Land         | Sp. | S | U | N | Tore    | Diff. | Punkte |
| --- | ------------ | --- | - | - | - | ------- | ----- | ------ |
| 1.  | Philippinen  | 3   | 2 | 1 | 0 | 004:000 | +4    | 07     |
| 2.  | Afghanistan  | 3   | 1 | 2 | 0 | 003:100 | +2    | 05     |
| 3.  | Turkmenistan | 3   | 1 | 0 | 2 | 006:600 | ±0    | 03     |
| 4.  | Laos         | 3   | 0 | 1 | 2 | 001:700 | −6    | 01     |

|                           |   |              |           |
| 20. Mai 2014 in Addu City |   |              |           |
| Turkmenistan              | – | Laos         | 5:1 (1:1) |
| Philippinen               | – | Afghanistan  | 0:0       |
| 22. Mai 2014 in Addu City |   |              |           |
| Laos                      | – | Philippinen  | 0:2 (0:1) |
| Afghanistan               | – | Turkmenistan | 3:1 (1:0) |
| 24. Mai 2014 in Malé      |   |              |           |
| Turkmenistan              | – | Philippinen  | 0:2 (0:0) |
| 24. Mai 2014 in Addu City |   |              |           |
| Afghanistan               | – | Laos         | 0:0       |

### Finalrunde
Im Halbfinale und im Finale wurde im K.-o.-System gespielt. Stand es bei den Spielen der Finalrunde nach der regulären Spielzeit von 90 Minuten unentschieden, kam es zur Verlängerung von zweimal 15 Minuten und beim Spiel um den dritten Platz danach zum Elfmeterschießen, da dort auch nach der Verlängerung keine Mannschaft vorne gelegen war.

#### Halbfinale
|                      |   |             |                      |
| 27. Mai 2014 in Malé |   |             |                      |
| Palästina            | – | Afghanistan | 2:0 (1:0)            |
| Philippinen          | – | Malediven   | 3:2 n. V. (2:2, 2:1) |

#### Spiel um Platz drei
|                      |   |           |                                |
| 29. Mai 2014 in Malé |   |           |                                |
| Afghanistan          | – | Malediven | 1:1 n. V. (0:0, 0:0) 7:8 i. E. |

#### Finale
| Palästina                                        | Palästina | Philippinen | Philippinen |
| ------------------------------------------------ | --- | --- | ----------- |
| Palästina                                        | \| 30. Mai 2014 in Malé (Nationales Fußballstadion) \| \| Ergebnis: 1:0 (0:0) \| \| Zuschauer: 6.300 \| \| Schiedsrichter: Valentin Kovalenko ( Usbekistan) \| | \| 30. Mai 2014 in Malé (Nationales Fußballstadion) \| \| Ergebnis: 1:0 (0:0) \| \| Zuschauer: 6.300 \| \| Schiedsrichter: Valentin Kovalenko ( Usbekistan) \| | Philippinen |
| Palästina                                        | Ramzi Saleh – Raed Fares, Haytham Theeb, Abdelatif Bahdari – Imad Zatara (90.+1' Omar Jarun), Khader Yousef, Murad Ismail Said – Ashraf Nu’man, Hilal Musa (77. Hussam Abu Saleh), Abdallah Jaber, Abdelhamid Abuhabib (86. Mousa Abu Jazar) Cheftrainer: Jamal Mahmoud ( Jordanien) | Roland Müller – Rob Gier, Daisuke Satō, Amani Aguinaldo, Simone Rota (82. Kenshiro Daniels) – Jason de Jong, Stephan Schröck (46. Jerry Lucena), Martin Steuble, Paul Mulders (73. Jose Porteria) – Phil Younghusband, Patrick Reichelt Cheftrainer: Thomas Dooley ( Vereinigte Staaten) | Philippinen |
| Palästina                                        | 1:0 Ashraf Nu’man (59.) | | Philippinen |
| Palästina                                        | Abdulhamid Abuhabib (83.), Ashraf Nu’man (90.+4') | Patrick Reichelt (69.), Martin Steuble (90.+5') | Philippinen |
| 30. Mai 2014 in Malé (Nationales Fußballstadion) | | |             |
| Ergebnis: 1:0 (0:0)                              | | |             |
| Zuschauer: 6.300                                 | | |             |
| Schiedsrichter: Valentin Kovalenko ( Usbekistan) | | |             |

## Torjägerliste
4 Tore
- Ashraf Nu’man

2 Tore
- Ali Ashfaq
- Patrick Reichelt
- Phil Younghusband
- Mohamed Umair
- Abdelhamid Abuhabib
- Kyaw Ko Ko
- Didar Durdyýew